# 小行星434326
小行星434326（臨時編號：2004 JG6）是一顆近地天體（NEO），在分類上屬於阿提拉型小行星。它在2004年5月11日由布萊恩·A·史基夫領導的洛厄爾天文台近地小行星搜尋計畫（LONEOS）於美國亞利桑那州安德森台地觀測站所發現。
小行星434326是第二顆被發現的阿提拉型小行星，意即其公轉軌道完全位於地球軌道以內。它的軌道半長軸僅0.635天文單位，比金星更接近太陽，類似天體包含1998 DK36、小行星594913等。